# Statue d'Arno Babadjanian (Erevan)
La statue d'Arno Babadjanian est une statue installée à Erevan en Arménie depuis 2003. Elle représente le musicien Arno Babadjanian en train de jouer du piano. Elle est située près de l'opéra d'Erevan à proximité immédiate du petit lac des Cygnes, à l'intersection des rues Terian et Toumanian.
Son architecte est Levon Igitian et son sculpteur est David Bejanian.
Cette statue est sujette à controverse en raison de choix artistiques effectués par le sculpteur.

## Présentation
Le monument est en bronze et en granit et mesure 2,8 mètres.
L'inauguration de la sculpture se déroule le 4 juillet 2003.

## Image

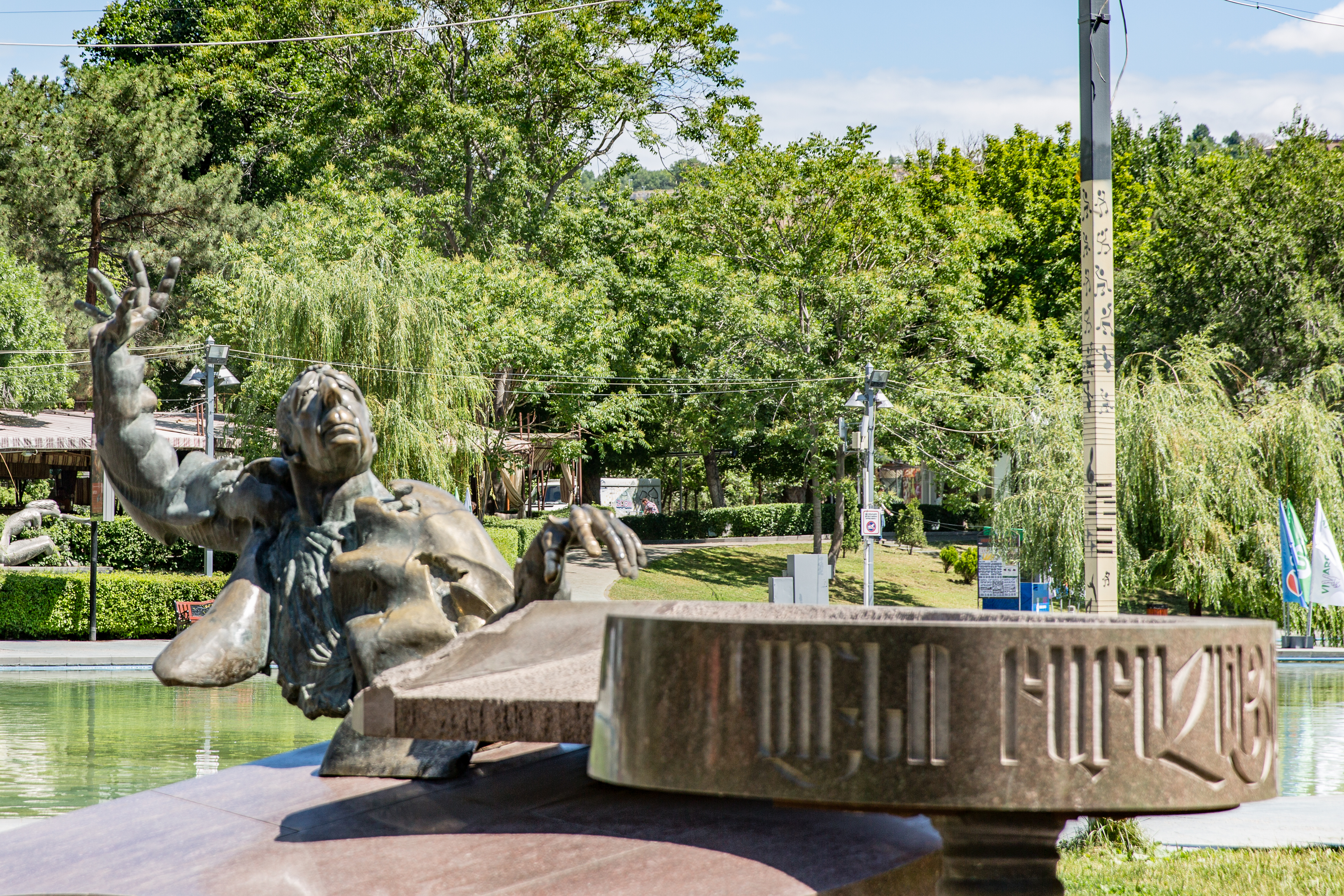
La statue d'Arno Babadjanian.